# Danielle Panabaker
Danielle Nicole Panabaker (Augusta (Georgia), 19 september 1987) is een Amerikaans actrice. Ze is vooral bekend van haar rol in de televisieserie The Flash, als Caitlin Snow/Killer Frost.

## Biografie
Danielle Panabaker is de oudste dochter van Donna en Harold Panabaker. Haar zus Kay (1990) is ook een actrice.
Panabaker ontdekte haar liefde voor acteren tijdens een zomerkamp. Ze verhuisde al snel naar Los Angeles om werkelijk een serieuze actrice te worden. Ze acteert sinds 2002. In het begin speelde ze vooral gastrollen in televisieseries. Dat werk doet ze nog steeds; zo was ze te zien in onder andere Eli Stone, Grey's Anatomy en Medium. Ze speelde een terugkerende rol in Summerland en had een vaste rol in de televisieserie Shark (2006-2008).
Haar carrière in de filmindustrie begon pas in 2005. In dat jaar speelde ze in twee grote bioscoopfilms: Yours, Mine and Ours en Sky High. In 2007 was ze te zien in Home of the Giants, tegenover Haley Joel Osment en Ryan Merriman.

## Filmografie
- Biblioteca Nacional de España: XX4606998
- Bibliothèque nationale de France: cb15107655n (data)
- Gemeinsame Normdatei: 1020868716
- International Standard Name Identifier: 0000 0001 1672 8053
- Library of Congress Control Number: no2006099118
- Nationale Bibliotheek van Tsjechië: xx0040643
- Nationale bibliotheek van Australië: 40660788
- Système universitaire de documentation: 249031116
- Trove: 1448689
- Virtual International Authority File: 74148754
- WorldCat: E39PBJwMCHKC3Jmyp4fhDWTJXd